# 乙烯基锂
乙烯基锂是一种有机锂化合物，化学式为LiC2H3，它是无色或白色固体，常以四氢呋喃溶液的形式使用。它是有机合成中的重要试剂。

## 制备及结构
乙烯基锂的溶液可通过锂-卤素交换反应得到。无卤素法可通过四乙烯基锡和正丁基锂的反应得到乙烯基锂：
Sn(CH=CH2)4  +  4 BuLi   →   SnBu4  +  4 LiCH=CH2
乙烯和锂的反应会得到乙烯基锂和氢化锂，以及其它一些有机锂化合物。
它和很多有机锂化合物一样，在四氢呋喃中可以结晶出立方烷型的簇状结构。

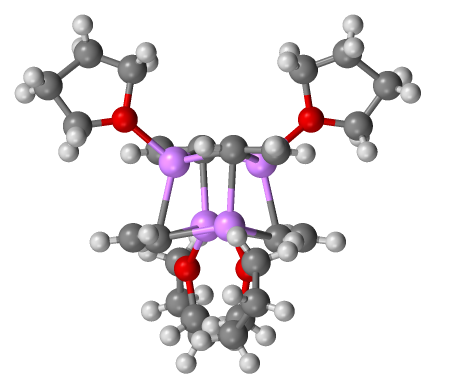
[LiC_{2}H_{3}(THF)]_{4}的结构。

## 反应
乙烯基锂可用于在金属基试剂引入乙烯基团，如可制备乙烯基硅烷、乙烯基铜酸盐、乙烯基锡酸盐等。它和酮反应得到烯丙醇。它的替代试剂是乙烯基溴化镁。